# TV4-nyheterna Luleå
TV4-nyheterna Luleå (tidigare TV4 Norrbotten) är en av TV4:s 25 lokala stationer. Stationen sände nyheter för Norrbottens län. Stationen består endast av videoreportrar, sändningarna produceras i Umeå. Programmet hette till och med 2 mars 2009 TV4-nyheterna Norrbotten. Nyheterna sänds sex gånger varje vardag. Korta nyhetssändningar sänds vardagsmorgnar varje halvslag i Nyhetsmorgon samt i 19.00-sändningen och 22.30 på måndag-torsdagar.
Stationen grundade av ett antal lokala företag, men fick senare TV4 som delägare. År 1999 blev TV4 majoritetsägare och ökade sitt ägande från 27 till 65 procent. Resten ägdes av Norrbottens-Kuriren som ökade från 14 till 35 procent. Säljare var bland andra Luleå kommun, Luleå Energi och OK Norrbotten. I april 2001 köpte TV4 resten av företaget och TV-stationen blev ett helägt dotterbolag.